# Estação Tainan
Tainan (chinês tradicional: 台南, pinyin: Táinán) é uma estação ferroviária em Tainan, Taiwan, servida pela ferrovia de alta velocidade de Taiwan. É conectada à estação Shalun da TRA.
A estação foi projetada pela Fei & Cheng Associates e tem uma área total de 16,71 hectares. Foi aberta à operação em 5 de dezembro de 2007 juntamente com as outras estações da linha.

## Galeria

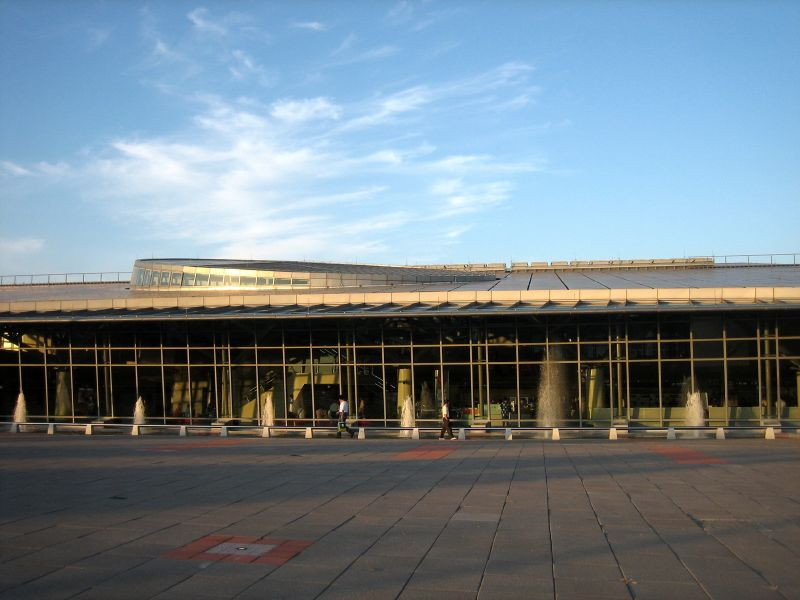
Exterior da estação
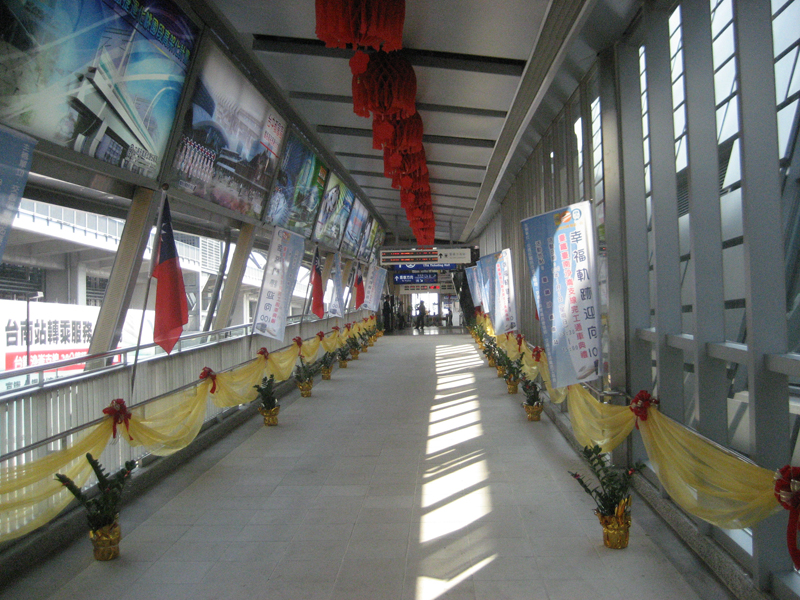
Passarela para a estação Shalun
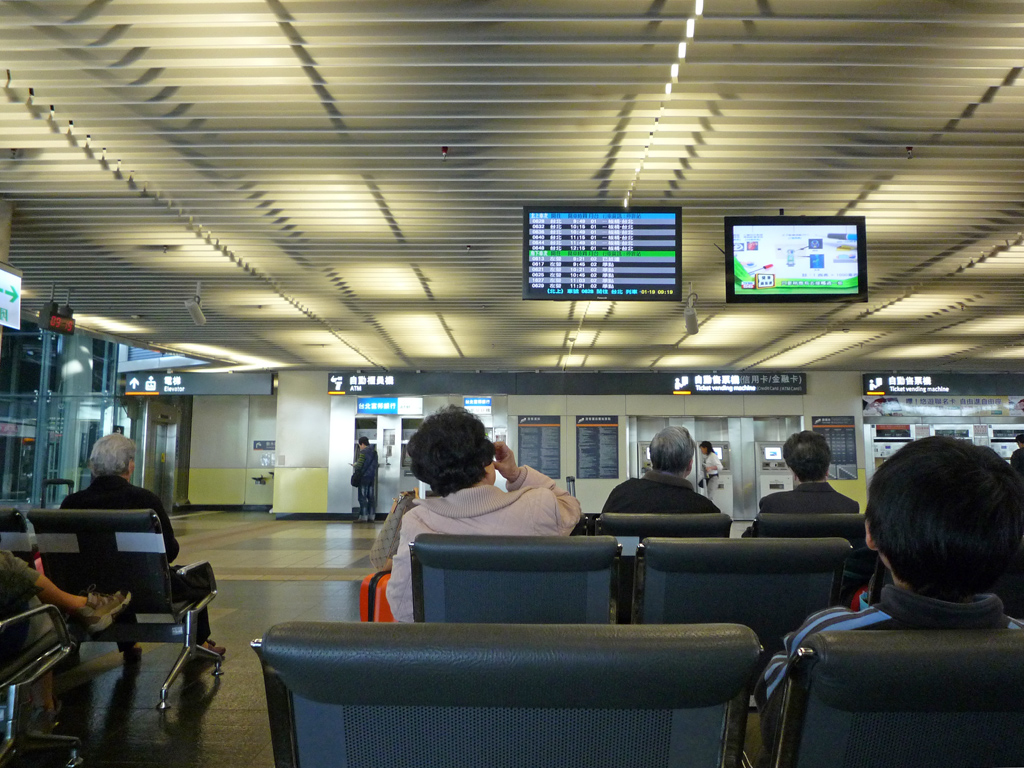
Área de espera
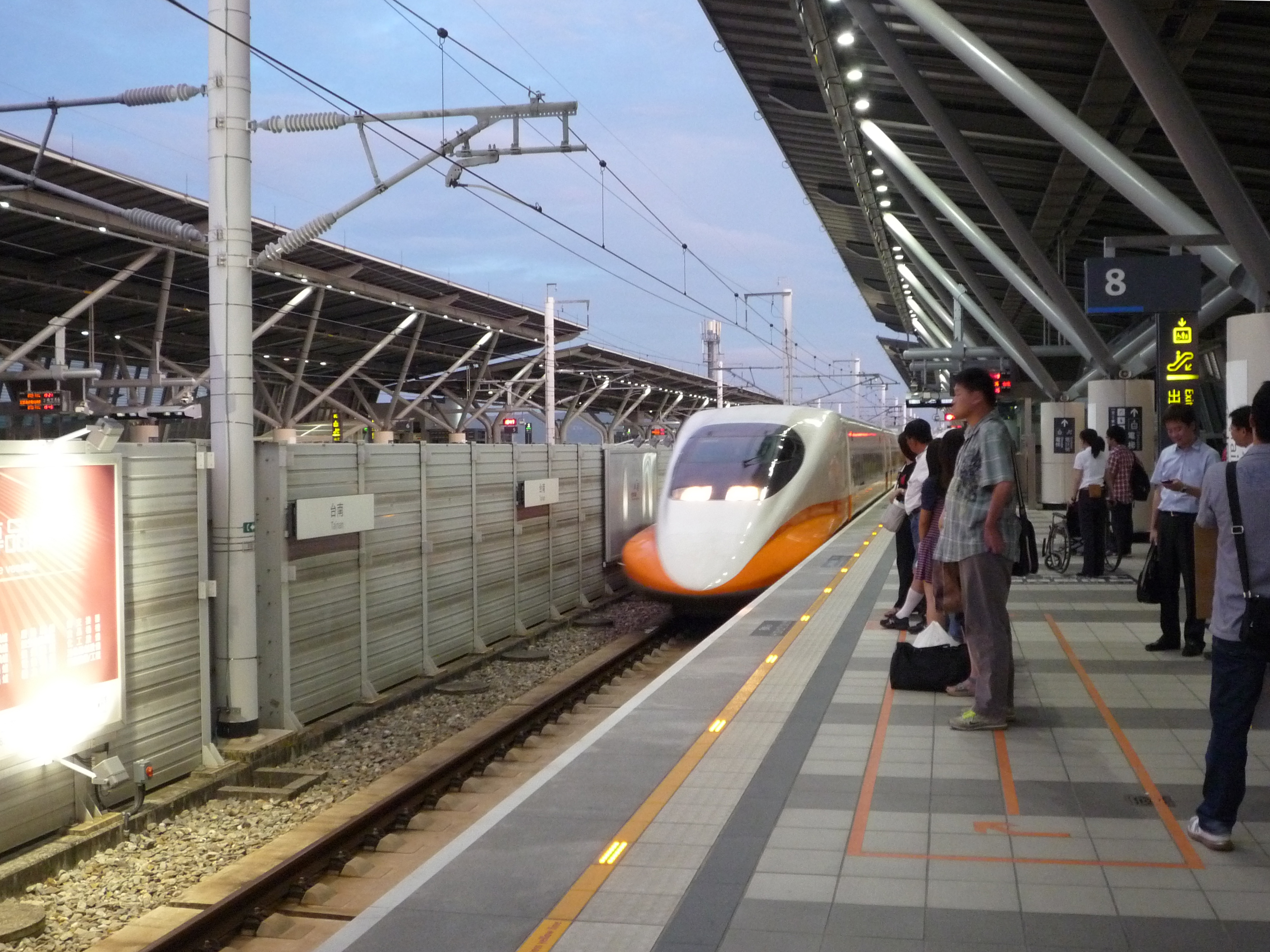
Um THSR 700T na plataforma da estação